# Лази (субетнос)
Лази (груз. ლაზი) — етнічна спільність, що проживає переважно в Туреччині, в Лазистані. Чисельність лазів від 500 000 до 1 500 000. Переважно мусульмани-суніти. Іслам прийняли у XVI ст. під впливом Османської імперії, під владу якої потрапили, хоча до цього сповідували православне християнство.

## Історія
Ареал етнічного проживання лазів з давніх часів входив до складу давніх грузинських держав - Колхіди та Лазького Царства. Лази були ядром формування грузинського етносу та однією з основних його субетнічних груп. У 1944 році лази були депортовані з місць проживання у Грузії в регіони Середньої Азії.

## Географія

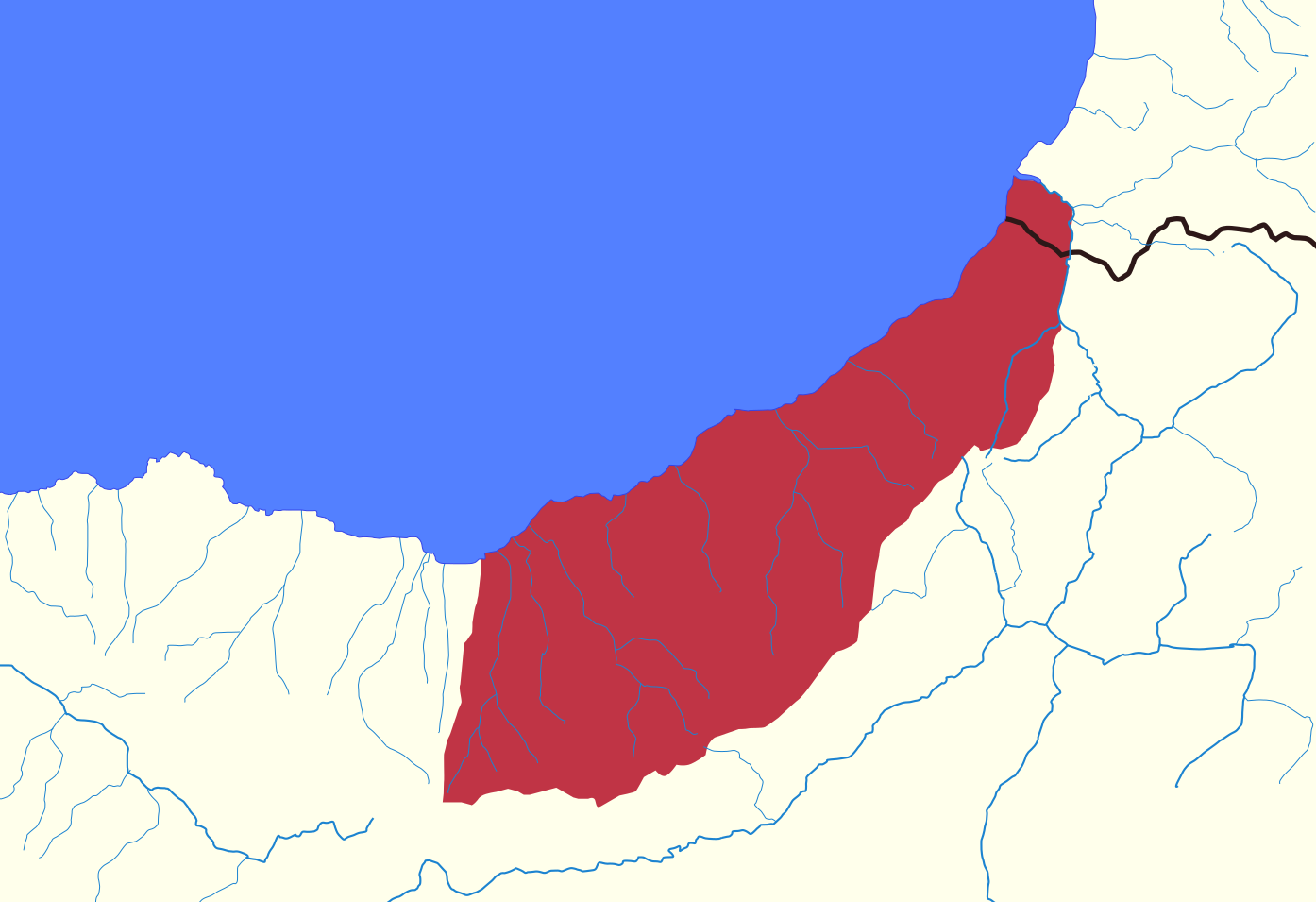
Лазистан. Територія сучасного розселення лазів переважно у Туреччині.

Лази розселені переважно на території історичної області Лазеті, більшість якої нині знаходиться у Туреччині. У Туреччині лази також мешкають в західних вілайєтах країни та у Стамбулі, в основному це нащадки махаджирів, які змушені були покинути Лазистан під час російсько-турецкої війни 1877-1878 років.
На території Грузії є тільки одне село Сарпі, на самому півдні Аджарії в Хелвачаурському муніципалітеті, у якому лази становлять більшість населення.

## Культура
Мова лазів, за різними даними, є лазьким діалектом грузинської мови, або ж окремою лазською мовою. 
Лази у Туреччині зазнали асиміляції, нині лазською мовою розмовляє переважно старше покоління, молоде ж покоління розмовляє турецькою.
Нині помітне зростання національної свідомості лазів у Туреччині, більшість з яких не вважають себе турками, проте й не відносить себе до грузинів, та вважає себе окремим етносом.

## Сучасність
Більшість лазів сьогодні живуть у Туреччині, але лази не мають офіційного статусу в Туреччині. Кількість носіїв лазької мови зменшується, і тепер обмежена головним чином деякими областями в Різі та Артвіні.

## Відомі лази
- Лаз Азіз Ахмед-паша — великий візир Османської імперії.
- Кязим Коюнджу — турецький співак.
- Небагат Чегре — турецька акторка.
- Сезен Аксу — турецька поп-співачка.
- Софо Халваші — грузинська співачка.
- Сердар Озбайрактар — турецький футболіст.